# Filípides (comediógrafo)
Filípides (en griego, Φιλιππίδης) fue un comediógrafo de la Antigua Grecia procedente del demo de Céfale, en el Ática. Fue uno de los exponentes que cultivaron la llamada comedia nueva. Según la Suda, era hijo de Filocles, nació en la 111.ª olimpiada, es decir en torno a los años 333-336 a.  C. y escribió 45 obras.
En sus comedias, de las que quedan únicamente fragmentos, trató temas políticos. Uno de los principales blancos de sus sátiras fue el orador Estratocles, por sus dotes de adulación y su vida libertina. Era amigo y protegido de Lisímaco, rey de Tracia.
Aulo Gelio da la noticia de que habiendo vencido en un concurso poético que no esperaba, en la parte final de su vida, sintió tal alegría que murió en el momento.